# Wölpe (Alpe)
Die Wölpe ist ein knapp 20 Kilometer langer linker Fluss in Niedersachsen, der bei Rethem in den Alpe-Wölpe-Umfluter, einen Zufluss zur Aller, mündet.

## Name
Der Fluss wurde zwischen 1330 und 1352 („bi der welpe“) erstmals urkundlich erwähnt. Der Grundform des Namens *Wilapa beinhaltete wahrscheinlich das Hydronym -apa. Das Bestimmungswort könnte mit dem indogermanischen Wort *h2ṷi-ló- „(Fluss-)lauf“ in Verbindung stehen.

## Geographie

### Verlauf
Die Wölpe entspringt in einem Niederungsgebiet südöstlich von Erichshagen-Wölpe, einem Ortsteil der Stadt Nienburg/Weser. Sie verläuft zunächst parallel zum nur rund 300 Meter weiter südwestlich verlaufenden Führser Mühlbach, der nach Nordwesten der Weser zustrebt. Nach zwei Kilometern wendet sich die Wölpe nach Nordosten und passiert nach weiteren 800 Metern beim Nienburger Ortsteil Erichshagen-Wölpe den Burghügel der abgegangenen Burg Wölpe, einst Sitz der Grafen von Wölpe. Nach 4 Kilometern Lauf durch Bruchwald fließt der grabenartig ausgebaute Bach bei Heemsen an der Burgstelle der im 9. Jahrhundert entstandenen Brunsburg vorbei.
Die Wölpe verläuft hier in weiten Bögen durch die Talsandebene des Aller-Weser-Urstromtals, beiderseits in je kaum einem Kilometer Entfernung begleitet von den später in sie einmündenden Wasserläufen Schipsegraben und Schwarze Riede, auch diese in weiten Schwingungen verlaufend. Der bei Anderten von links mündende Schipsegraben verlief früher eigenständig weiter nach Nordosten zur Aller. Die Schwarze Riede entwässert die westliche Randniederung des großen Lichtenmoores.
Vor Rethem mündet die Wölpe heute in den Alpe-Wölpe-Umfluter, in den von Südosten der Weiße Graben  als Hochwasserentlaster der Alpe oberhalb von Rethem herangeführt wird. Der Alpe-Wölpe-Umfluter mündet bei Wohlendorf (Stadt Rethem) in die Aller.

## Zustand
Die weitgehend begradigte Wölpe durchfließt zumeist Grünland- und Waldflächen sowie, besonders südlich von Rethem, Ackerflächen. Das Gewässer gilt laut der Gewässergütekarte 2000 des NLWKN als durchgehend kritisch belastet (Güteklasse II–III).

## Landschaftsgeschichte

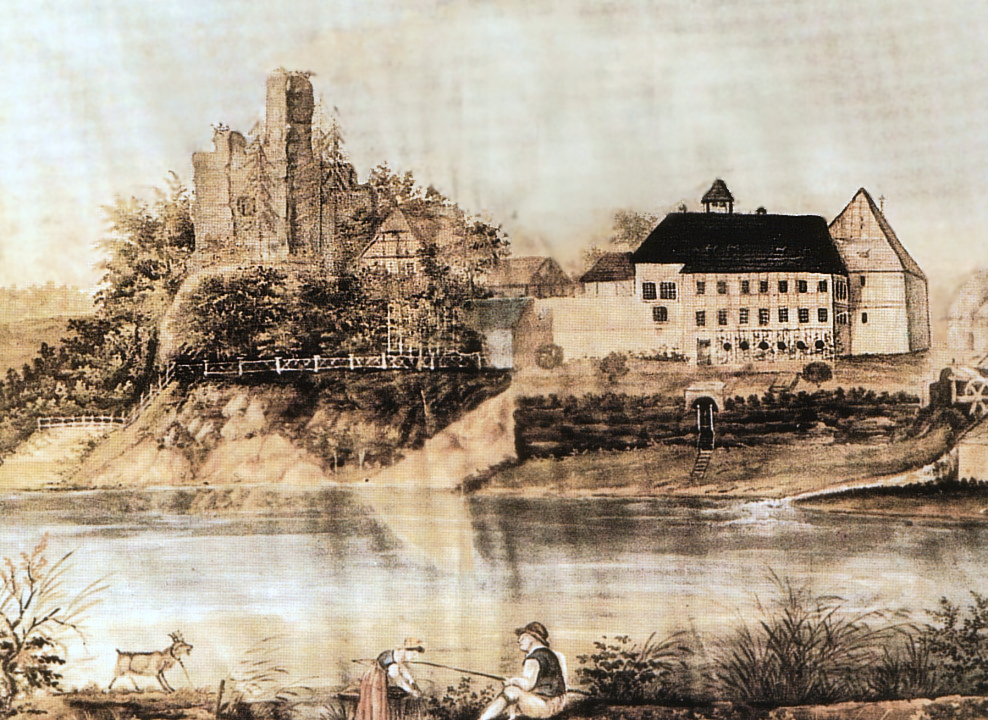
Gemälde von Schloss Wölpe 1823, davor die zur Graft verbreiterte Wölpe

Das Gewässersystem der Wölpe verläuft größtenteils entlang alter, teils weichselkaltzeitlicher Stromrinnen der Weser und, wahrscheinlich, auch des heutigen Steinhuder Meerbachs. Im Verlauf der Wölpe entsprechen die Windungen der Rinnen etwa denen der Weser; die noch deutlicher erkennbaren Rinnen, denen der Schipsegraben folgt, haben aber etwas engere Windungsradien. Vor dem jahrhundertealten künstlichen Durchstich des Führser Mühlbachs zur Weser bei Holtorf floss der früher Schipse genannte Wasserlauf über den Weg des heutigen Schipsegrabens nach Nordosten zur Aller bei Rethem. Für die Vermutung, dass auch der Meerbach früher über diesen Weg die Aller erreichte, steht ein Beleg noch aus.
Die Wölpe wurde im Mittelalter zur Graft für die Sicherung der Befestigungsanlage verbreitert und umfloss die im 12. Jahrhundert entstandene Burg- und spätere Schlossanlage. Nach der Zerstörung der Anlage im 17. Jahrhundert wurden der Burggraben und der damalige Wölpelauf mit dem Schutt verfüllt.
Im Zuge der Begradigungen der Wölpe wurde ihr auch der obere Schipsegraben zugeleitet. Anfangs wurde allerdings an gleicher Stelle Wasser in den unteren Schipsegraben zurückgeleitet. Seit der 1976 erfolgten Umleitung der Alpe zur kleineren Wölpe ist diese zum Nebenfluss der Alpe geworden. Der einstige 2,3 Kilometer lange letzte Wölpe-Abschnitt ist nun als Alpe-Wölpe-Umfluter auch ein Teil der Alpe. Das Einzugsgebiet der Wölpe verringerte sich hierdurch um 3 Quadratkilometer.